# Santo António (Ponta Delgada)
Santo António ist eine portugiesische Gemeinde (Freguesia) im Kreis (Município) von Ponta Delgada auf der Azoreninsel São Miguel. In ihr leben 1574 Einwohner (Stand 19. April 2021).